# Río Fonce
Río Fonce är ett vattendrag i Colombia. Det ligger i departementet Santander, i den centrala delen av landet.
Floden mynnar vid San Gil i Río Suárez.